# Louis Claude de Saulces de Freycinet
Aquest article és sobre l'explorador Freycinet. El nom és similar al seu nebot Charles Louis de Saulces de Freycinet (1828-1923), primer ministre francès.
Louis Claude de Saulces de Freycinet (1779 – 1842) fou un navegant, explorador i geògraf francès.
Freycinet va néixer, el 7 d'agost del 1779, a Montélimar (departament del Droma). Va participar en l'expedició científica (1800-1803), dirigida per Nicholas Baudin, que va explorar el litoral del sud i sud-oest d'Austràlia. L'acompanyava el seu germà Louis Henri de Saulces baró de Freycinet (1777-1840) que acabarà sent almirall. De tornada a París va escriure Voyage de découvertes aux terres australes (Paris, 1807-1816).
El 1817 va obtenir el comandament de l'Uranie amb l'objectiu de prendre una sèrie de mesures amb pèndol per determinar la forma de la Terra, així com tot un programa d'observacions meteorològiques, astronòmiques, magnètiques, geogràfiques i etnològiques. Entre els tripulants es trobava el nord-català Jacques Arago, Louis Isidore Duperrey (més tard comandant de dues expedicions) i la dona de Freycinet, Rose Marie Pinon. La seva dona es va embarcar clandestinament en contra de les ordenances de la marina.
Durant tres anys va completar la volta al món visitant Austràlia, les illes Mariannes, les illes Sandwich i l'Amèrica del Sud. A Ciutat del Cap es troba amb el Rurik de Kotzebue. A l'illa Maurici es troba amb el seu germà que no veia des que tenia 12 anys. A les illes Samoa va descobrir l'atol Rose que va rebre el nom de la seva dona. En el viatge de tornada va perdre la Uranie a les illes Malvines, però va aconseguir recuperar una important col·lecció d'història natural, i nombrosos dibuixos i notes. Recollits al cap de dos mesos per un vaixell nord-americà, Freycinet va comprar el vaixell per tornar a França. El resultat del viatge es va publicar pòstumament sota el títol Voyage autour du monde exécuté sur les corvettes de S.M. l'Uranie et la Physicienne pendants les anées 1817 à 1820 (1824-1844). Abans havia sortit publicat el relat de Jacques Arago Promenade autour du monde.
Freycinet va haver de respondre davant un consell de guerra per haver perdut el vaixell i per haver embarcat la seva dona, però va ser absol. Admès, el 1825, a l'Acadèmia de Ciències, va participar en la creació de la Societat de Geografia de París. Va morir a Freycinet (Drôme) el 18 d'agost del 1842.
En memòria seva es va anomenar un atol de les Tuamotu, avui Amanu, una península i un parc nacional a Tasmània, un cap i un estuari a Austràlia, i la planta caulerpa freycinetti. En memòria de Rose Pinon s'anomena l'atol Rose, Pointe Rose i Anse Rose prop de cap Freycinet a Austràlia, un colom de Nova Guinea columba pinon, l'hibiscus pinoneamus i la falguera pinonia.

## Ruta del viatge
- Toló, 17 de setembre del 1817.
- Rio de Janeiro, Ciutat del Cap, Illa Maurici
- Nouvelle Hollande (Austràlia), setembre del 1818.
- Guam, 18 de març del 1819.
- Illes Sandwich (Illes Hawaii):
  - Owhyhee (Illa de Hawaii, Mowée (Maui), Woahu (Oahu), agost.
- Îles des Navigateurs (Illes Samoa):
  - Atol Rose, 21 d'octubre del 1819.
- Illes Malvines, 14 de febrer del 1820.
- Le Havre, 13 de novembre a bord de la Phisicienne.